# جيني هيلتون
جيني هيلتون هي كاتِبة كندية، ولدت في 1983.